# Jagdschloss Gammelsbach

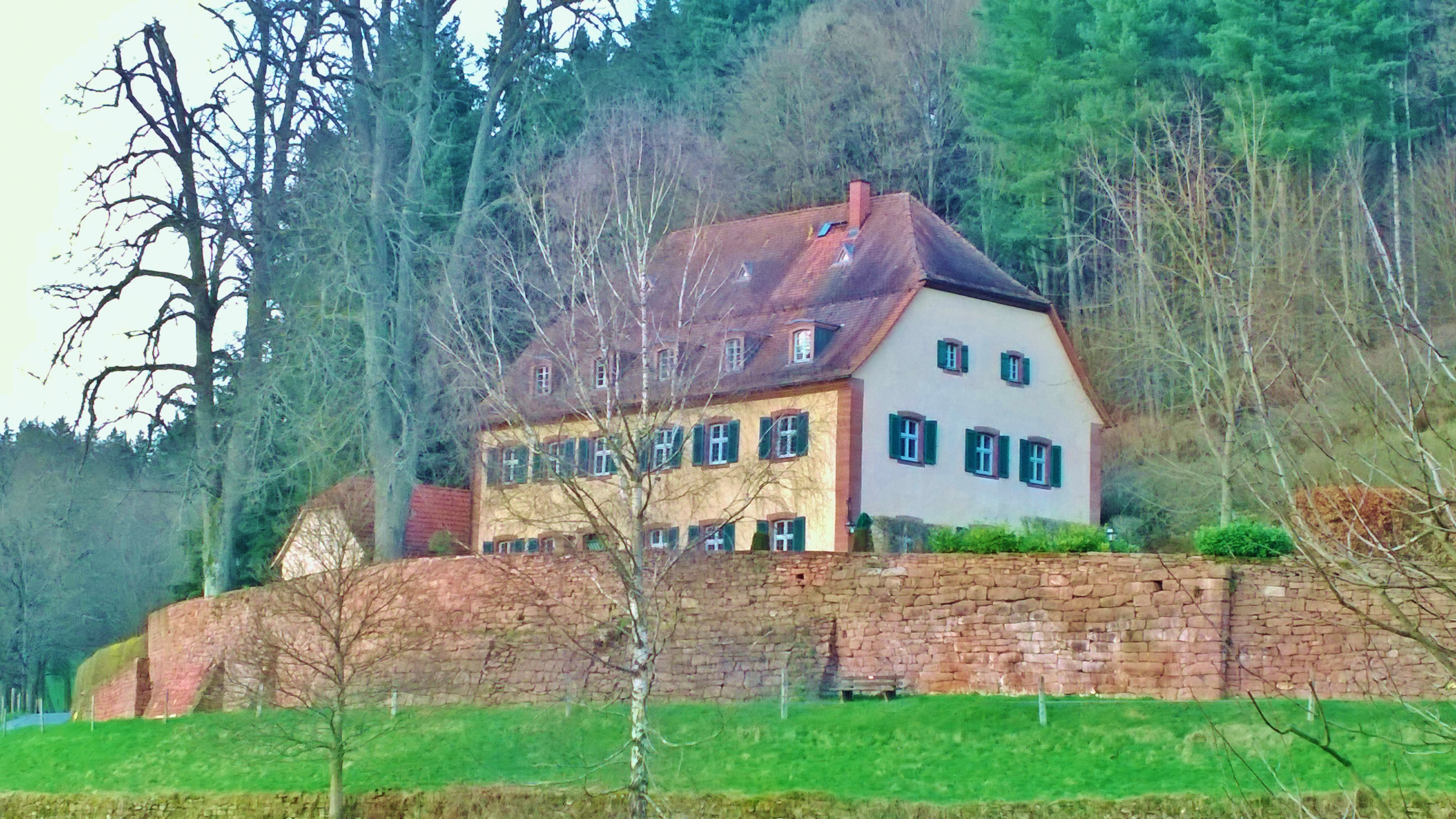
Blick von der Karl-Hans-Strobl-Straße auf das ehemalige Jagdschloss in barocker exponierter Lage

Das Jagdschloss Gammelsbach, auch Jägerhaus Steingrund oder Jagdhaus Steingrund genannt, ist ein ehemaliges Jagdschloss in Gammelsbach (Steingrund 31), einem Ortsteil der Stadt Oberzent im Odenwaldkreis in Hessen.
Unter der Bauleitung des gräflichen Rentmeisters Klump ließ Ludwig II. Friedrich Graf zu Erbach-Fürstenau in den Jahren 1767 bis 1769 ein stattliches Jagdhaus errichten.

## Baubeschreibung

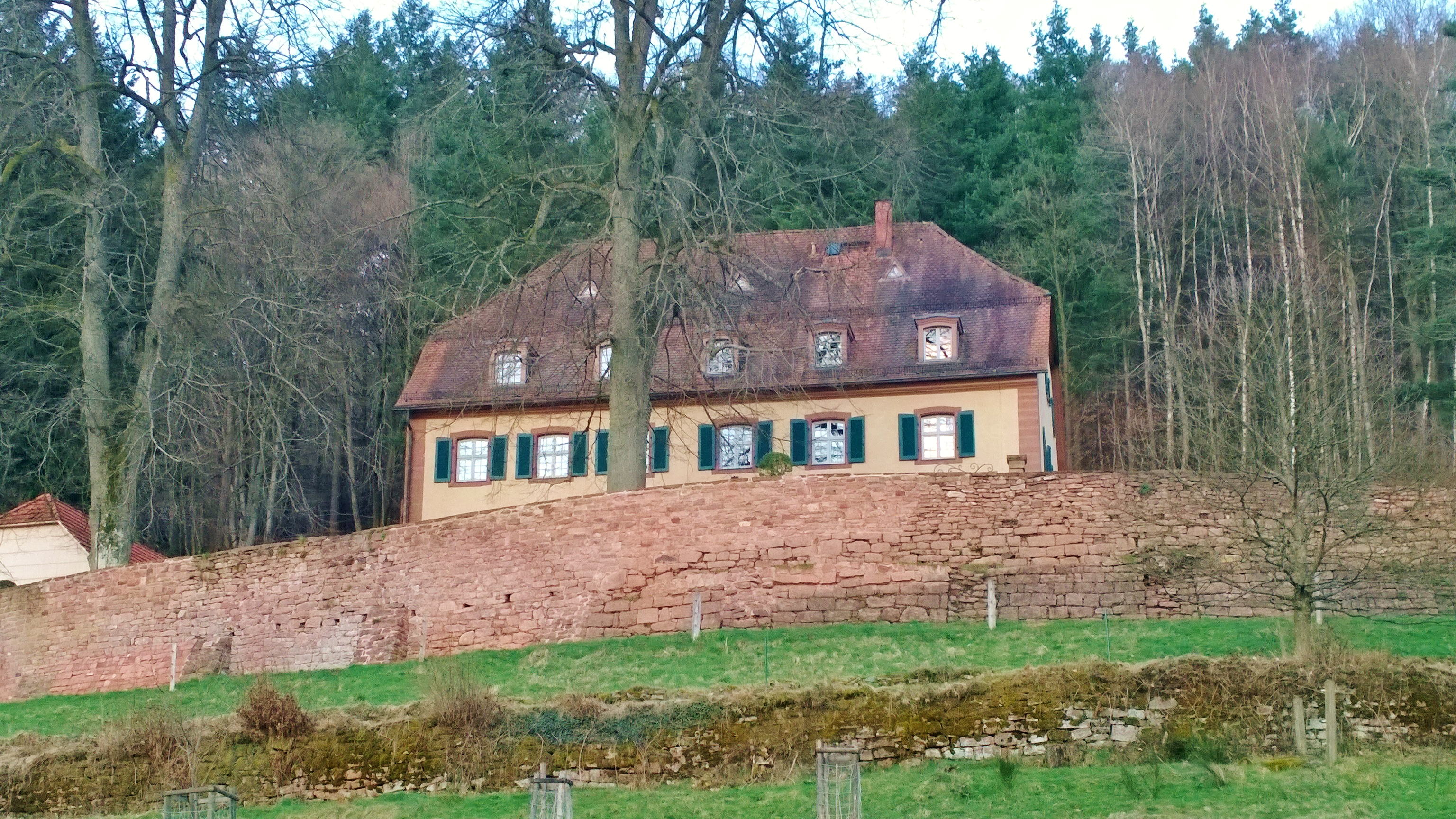

Das ehemalige Jagdschloss ist ein stattliches, zweigeschossiges Bauwerk in Massivbauweise, verputzt und mit Ortskanten aus Haustein. Das Haus, Nord-Süd ausgerichtet, ist zu drei auf sechs Achsen geteilt mit segmentbogigen Fensteröffnungen und hat ein Krüppelwalmdach, dass im unteren Dachbereich mit fünf versetzten Bogendachgauben, im oberen Dachbereich mit drei Dreiecksgauben versehen ist. Das Anwesen hat die typisch barocke exponierte Lage im Blickpunkt eines kleinen, sich an dieser Stelle gabelnden Seitentals. Es steht mit zwei alten Linden auf einem hohen, von mächtigen, wehrmäßig angelegten Stützmauern terrassenartig umsäumten künstlich aufgeschütteten Plateau, das über zwei Rampen erschlossen ist. Nördlich davon steht ein kleines Gebäude als Querriegel vorgesetzt, ebenfalls mit einem Krüppelwalmdach versehen.

## Heutige Nutzung
Das Anwesen ist restauriert, in Privatbesitz und kann nur von außen besichtigt werden.
Es ist mit den umliegenden Grundstücken ein hessisches Kulturdenkmal in seiner Sachgesamtheit.